# Socorro County
Socorro County ist ein County im Bundesstaat New Mexico der Vereinigten Staaten. Hier leben 17.866 Einwohner. Der Verwaltungssitz (County Seat) ist Socorro.

## Geographie
Das County hat eine Fläche von 17.220 Quadratkilometern; davon sind 6 Quadratkilometer Wasserfläche. Das County grenzt in New Mexico im Uhrzeigersinn an die Countys: Cibola County, Valencia County, Torrance County, Lincoln County, Sierra County und Catron County.

## Geschichte
Im County liegt ein National Monument, das Salinas Pueblo Missions National Monument. Ein Ort hat den Status einer National Historic Landmark, die Trinity Site. 51 Bauwerke und Stätten des Countys sind insgesamt im National Register of Historic Places eingetragen (Stand 16. Februar 2018).

## Demografische Daten

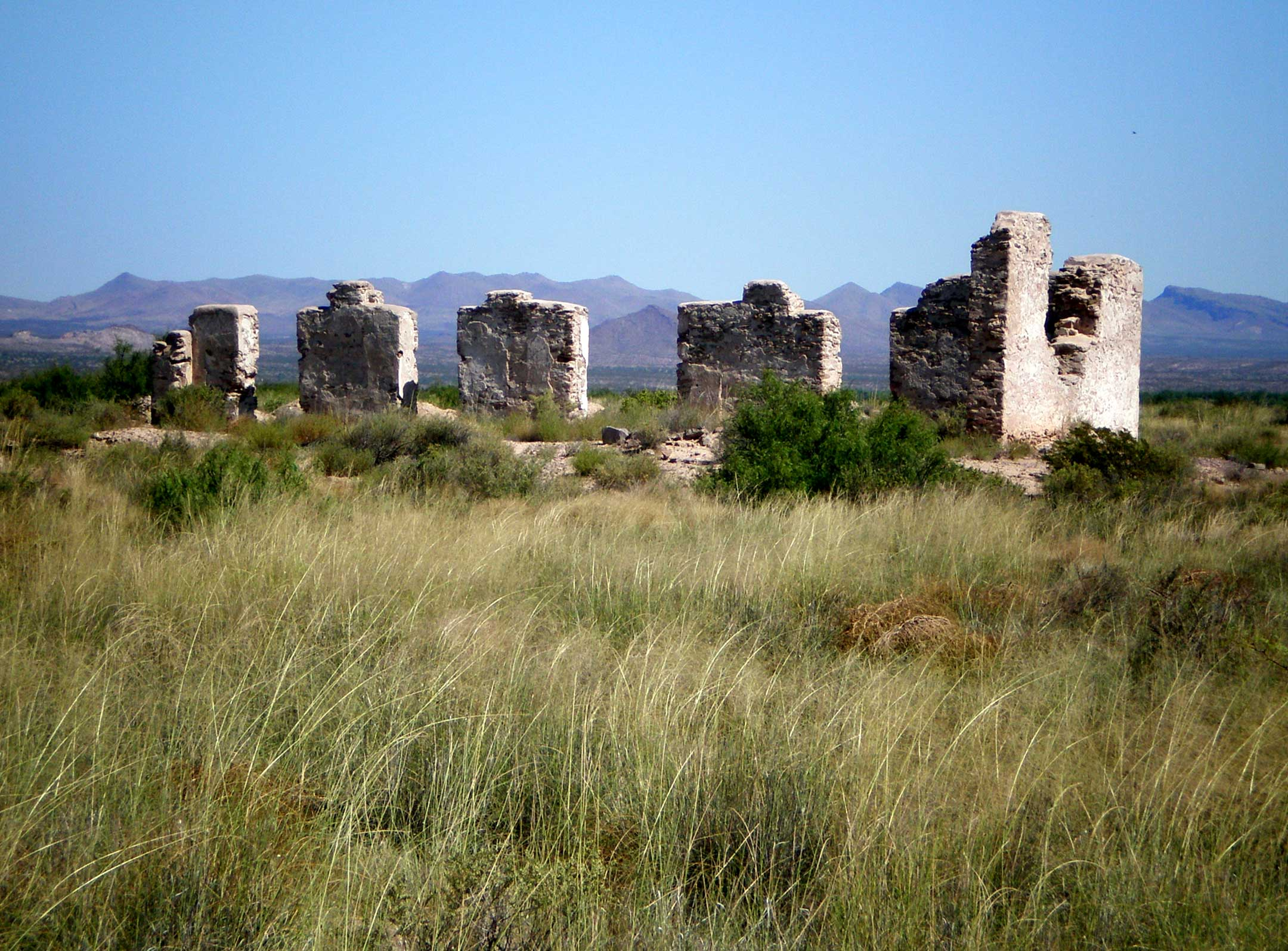
Ehemaliges Offiziersquartier des Fort Craig, gelistet im NRHP mit der Nr. 70000414

Nach der Volkszählung im Jahr 2000 lebten im County 18.078 Menschen. Es gab 6.675 Haushalte und 4.492 Familien. Die Bevölkerungsdichte betrug 1 Einwohner pro Quadratkilometer. Ethnisch betrachtet setzte sich die Bevölkerung zusammen aus 62,87 % Weißen, 0,64 % Afroamerikanern, 10,92 % amerikanischen Ureinwohnern, 1,14 % Asiaten, 0,06 % Bewohnern aus dem pazifischen Inselraum und 20,10 % aus anderen ethnischen Gruppen; 4,28 % stammten von zwei oder mehr ethnischen Gruppen ab. 48,73 % der Bevölkerung waren spanischer oder lateinamerikanischer Abstammung.
Von den 6.675 Haushalten hatten 33,80 % Kinder und Jugendliche unter 18 Jahre, die bei ihnen lebten. 48,40 % waren verheiratete, zusammenlebende Paare, 13,30 % waren allein erziehende Mütter. 32,70 % waren keine Familien. 26,80 % waren Singlehaushalte und in 8,20 % lebten Menschen im Alter von 65 Jahren oder darüber. Die Durchschnittshaushaltsgröße betrug 2,62 und die durchschnittliche Familiengröße lag bei 3,20 Personen.
Auf das gesamte County bezogen setzte sich die Bevölkerung zusammen aus 28,40 % Einwohnern unter 18 Jahren, 12,60 % zwischen 18 und 24 Jahren, 26,10 % zwischen 25 und 44 Jahren, 22,00 % zwischen 45 und 64 Jahren und 10,90 % waren 65 Jahre alt oder darüber. Das Durchschnittsalter betrug 32 Jahre. Auf 100 weibliche Personen kamen 103,30 männliche Personen, auf 100 Frauen im Alter ab 18 Jahren kamen statistisch 103,90 Männer.

Das jährliche Durchschnittseinkommen eines Haushalts betrug 23.439 USD, das Durchschnittseinkommen der Familien betrug 29.544 USD. Männer hatten ein Durchschnittseinkommen von 28.490 USD, Frauen 22.482 USD. Das Prokopfeinkommen betrug 12.826 USD. 31,70 % der Bevölkerung und 24,10 % der Familien lebten unterhalb der Armutsgrenze. 43,60 % davon waren unter 18 Jahre und 24,30 % waren 65 Jahre oder älter.

## Orte im Socorro County
Im Socorro County liegen zwei Gemeinden, davon eine City und eine Village. Zu Statistikzwecken führt das U.S. Census Bureau 14 Census-designated places, die dem County unterstellt sind und keine Selbstverwaltung besitzen. Diese sind wie die Unincorporated Communities gemeindefreies Gebiet.
| City - Socorro | Villages - Magdalena |

Census-designated places (CDP)
| - Abeytas - Alamillo - Alamo - Chamizal - Escondida | - La Joya - Las Nutrias - Lemitar - Luis Lopez - Polvadera | - San Acacia - San Antonio - San Antonito - Veguita |

andere Unincorporated Communities
| - Bernardo - Claunch | - Dusty - Sabinal |

Ghost Towns
| - Adobe - Carthage - Council Rock - Field | - Kelly - Park City - Riley - Rosedale | - San Marcial - San Pedro - Tokay |